# 石田光子
石田 光子（いしだ みつこ、1960年12月17日 - ）は、日本の女性声優。

## 出演

### テレビアニメ
1984年
- うる星やつら（1984年 - 1985年）

1985年
- ダーティペア（メイド）

1986年
- めぞん一刻（1986年 - 1987年）

### 映画
1988年
- となりのトトロ（入院患者）

### OVA
1987年
- 笑う標的（女子生徒C）